# The Chambers Brothers

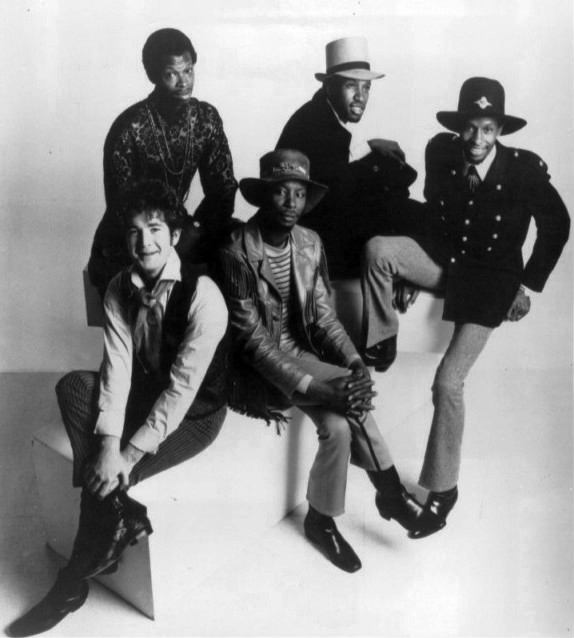
Chambers Brothers (1970)

The Chambers Brothers sind eine US-amerikanische Soul-Gruppe, die vor allem durch ihren elfminütigen 1968er Hit Time Has Come Today bekannt wurde.

## Bandgeschichte
Anfang der 1950er Jahre sangen die vier Gebrüder Chambers in einem Kirchenchor Gospels. 1954 gründeten sie die Band als Chambers Brothers, nachdem sie nach Los Angeles umgezogen waren. Nun fungierte George als Bassist, George, Willie und Joe als Gitarristen sowie Lester als Mundharmonikaspieler. Bekannt wurden sie aber erst Ende der 1960er Jahre – in Europa vor allem mit der in regenbogenfarbigem Vinyl gepressten Kompilation That's Underground (1968), auf der das 11-minütige Titelstück ihres vierten Albums The Time Has Come (1967) in der 4-minütigen Singleversion enthalten war.
Die Band löste sich 1972 auf, fand aber 1975 wieder zusammen und besteht bis heute in wechselnder Besetzung.

## Diskografie

### Alben
| Jahr | Titel                                | Höchstplatzierung, Gesamtwochen, AuszeichnungChartplatzierungen (Jahr, Titel, Platzierungen, Wochen, Auszeichnungen, Anmerkungen) | Höchstplatzierung, Gesamtwochen, AuszeichnungChartplatzierungen (Jahr, Titel, Platzierungen, Wochen, Auszeichnungen, Anmerkungen) | Anmerkungen |
| Jahr | Titel                                | US | R&B | Anmerkungen |
| ---- | ------------------------------------ | --- | --- | ----------- |
| 1968 | A New Time-A New Day                 | US16 (21 Wo.)US | R&B24 (9 Wo.)R&B |             |
| 1968 | The Time Has Come                    | US4 Gold · (58 Wo.)US | R&B6 (37 Wo.)R&B |             |
| 1970 | Love, Peace and Happiness            | US58 (33 Wo.)US | R&B17 (19 Wo.)R&B |             |
| 1970 | The Chambers Brothers Greatest Hits  | US193 (2 Wo.)US | — | Vault       |
| 1971 | New Generation                       | US145 (7 Wo.)US | R&B36 (4 Wo.)R&B |             |
| 1972 | The Chambers Brothers’ Greatest Hits | US166 (7 Wo.)US | — | Columbia    |
| 1974 | Unbonded                             | — | R&B44 (10 Wo.)R&B |             |

### Singles
| Jahr | Titel Album                                 | Höchstplatzierung, Gesamtwochen, AuszeichnungChartplatzierungen (Jahr, Titel, Album, Platzierungen, Wochen, Auszeichnungen, Anmerkungen) | Höchstplatzierung, Gesamtwochen, AuszeichnungChartplatzierungen (Jahr, Titel, Album, Platzierungen, Wochen, Auszeichnungen, Anmerkungen) | Anmerkungen |
| Jahr | Titel Album                                 | US | R&B | Anmerkungen |
| ---- | ------------------------------------------- | --- | --- | ----------- |
| 1968 | Time Has Come Today –                       | US11 (14 Wo.)US | — |             |
| 1968 | I Can’t Turn You Loose A New Time-A New Day | US37 (8 Wo.)US | — |             |
| 1968 | Shout! – Part 1 Shout!                      | US83 (5 Wo.)US | — |             |
| 1969 | Wake Up –                                   | US92 (2 Wo.)US | — |             |
| 1970 | Love, Peace And Happiness –                 | US96 (1 Wo.)US | — |             |
| 1971 | Funky New Generation                        | — | R&B40 (5 Wo.)R&B |             |
| 1974 | Let’s Go, Let’s Go, Let’s Go Unbonded       | — | R&B76 (6 Wo.)R&B |             |